# ASCOD
ASCOD (англ. Austrian-Spanish Cooperative Development)—бойова машина піхоти, що стоїть на озброєнні сухопутних військ Австрії та Іспанії(також є на озброєнні збройних сил Великої Британії під назвою «Ajax»).БМП створена спільно австрійською фірмою «Штайр-Даймлер-Пух» (Steyr-Daimler-Puch Spezialfahrzeug AG) та іспанською «Санта-Барбара» (Santa Bárbara Sistemas). Розробку машини розпочато 1988 року. Два прототипи машини передані на випробування в 1990. З 2003 року обидві фірми належать європейському відділенню General Dynamics European Land Combat Systems, що базується у Відні, корпорації General Dynamics. 
Австрійське позначення машини KSPz-90. Постачання БМП «Улан» для сухопутних військ Австрії проводилися в період 2001—2005 років, всього поставлено 112 БМП. У 1996 році Іспанія замовила 144 БМП, давши їй власне ім'я «Пісарро» (Vehiculo de Combate de Infantería «Pizarro») на честь знаменитого іспанського конкістадора Франсіско Пісарро. 2004 року міністерство оборони Іспанії видало контракт на виготовлення додаткової партії з 212 БМП «Пісарро». 
Сімейство ASCOD включає легкий танк LT 105, оснащений 105-мм гарматою, пусковою установкою класу «земля-повітря», пусковою установкою протитанкових керованих ракет, мінометним транспортер, транспортним засобом реагування, машиною управління, санітарною машиною, артилерійським спостерігачем. і модель AIFV. Також на шасі ASCOD було створено американський танк M10 Booker.

## Компонувальна схема

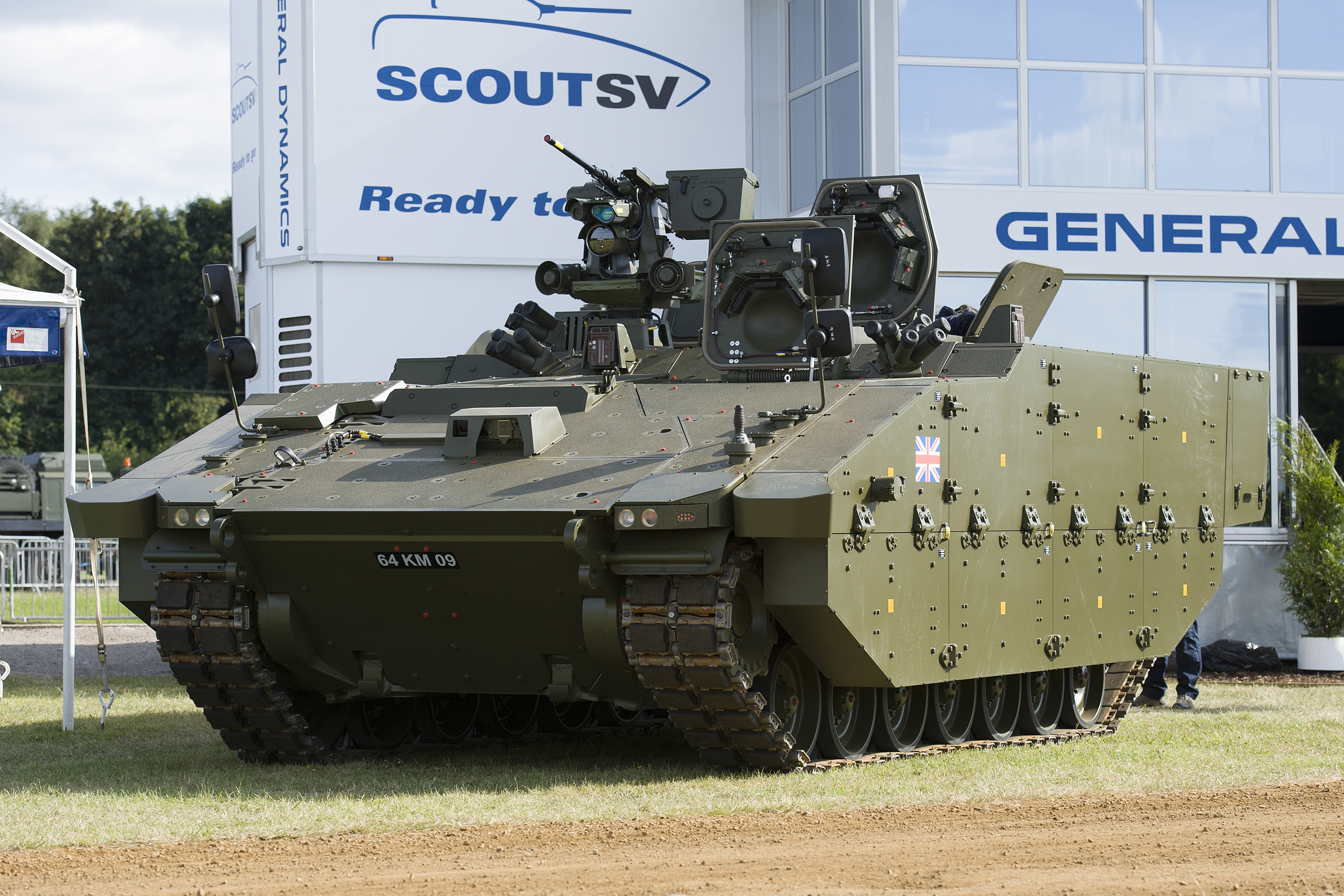
Передсерійний варіант універсальної гусеничної платформи Ajax (Scout SV), бойова маса — 38 т з потенціалом її збільшення до 42 т

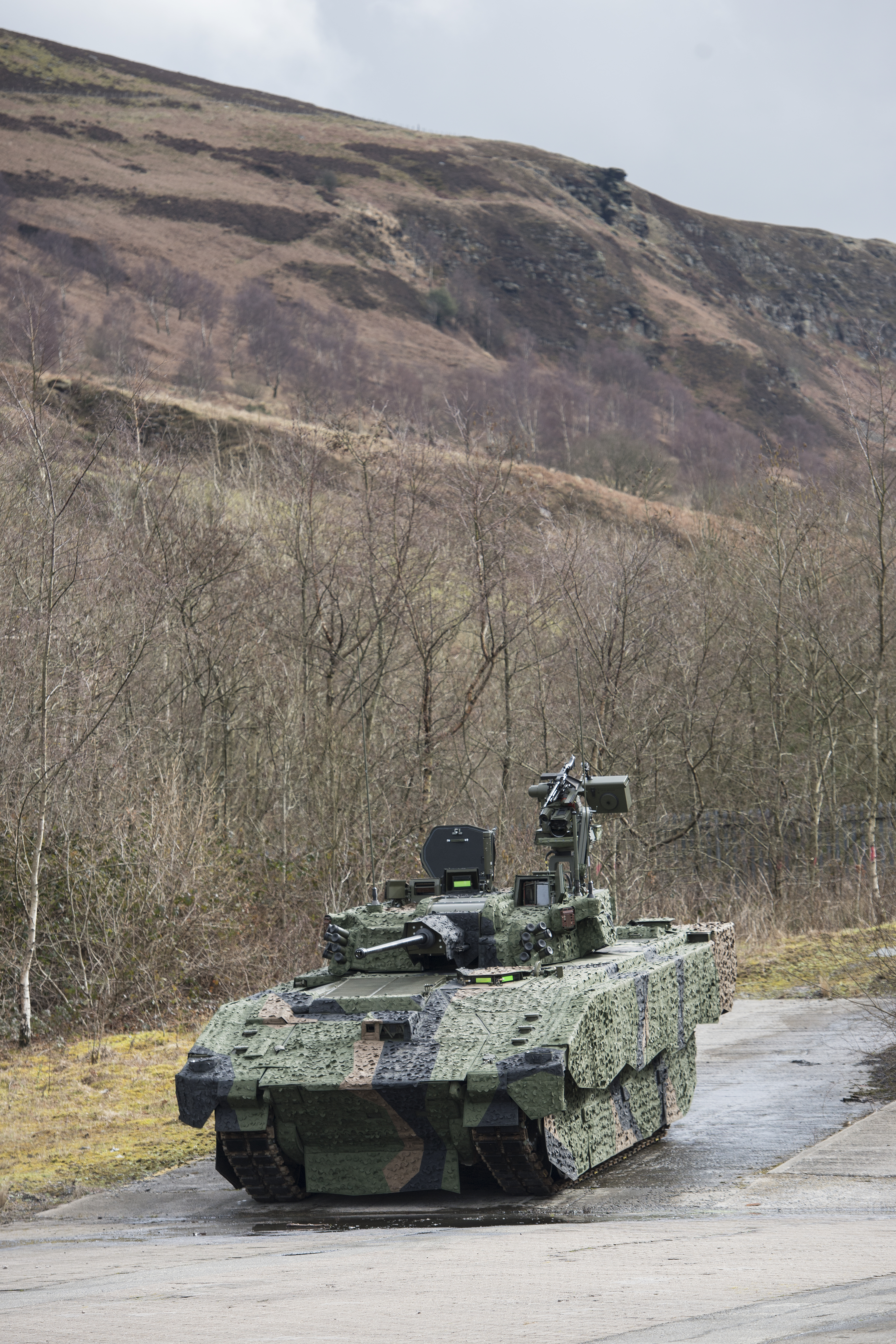
«Аякс» у варіанті БРМ з двомісною вежею, основне озброєння — 40-мм гармата CT40. Підвищена увага маскування машини

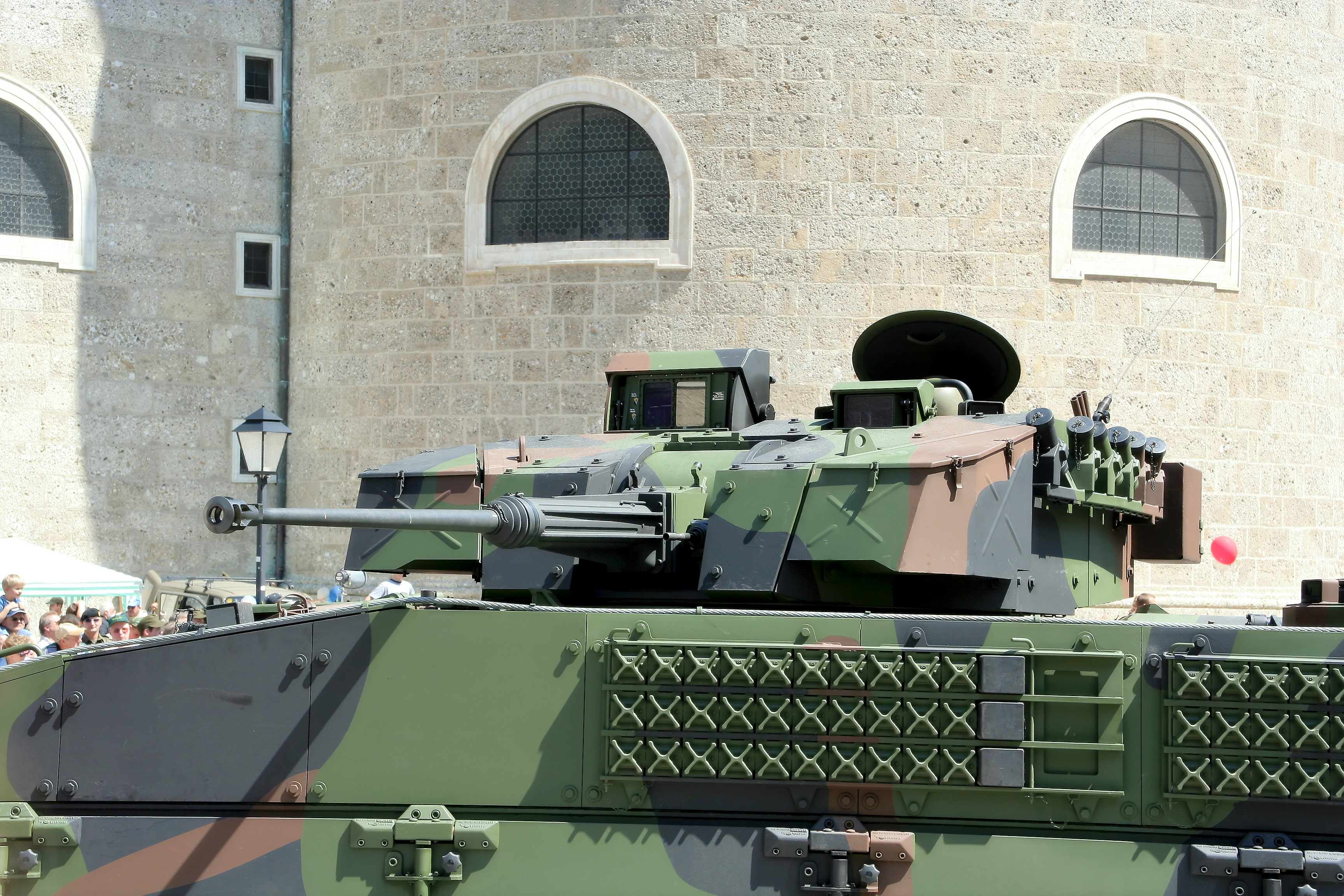
Башта БМП "Улан" з 30-мм гарматою. По верхньому борту бронекорпусу – десантне відділення, встановлені навісні панелі конструктивної броні лише на БМП «Улан».
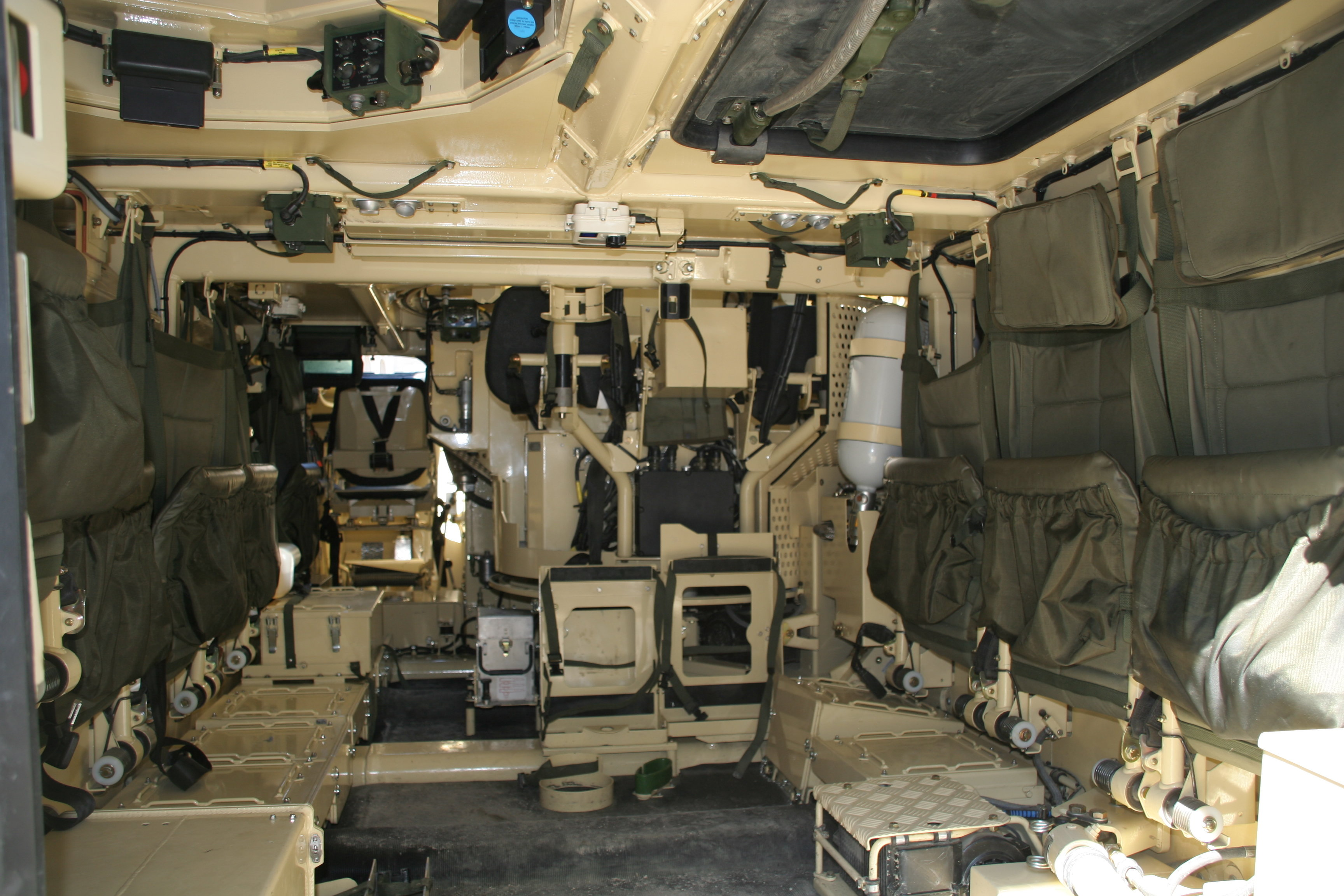
Відділення десанту. По бортах відділення, над відкидними сидіннями помітно розміщення протиосколкових підбоїв.

Компонування БМП класичне — двигун і трансмісія знаходяться в передній частині бронекорпусу, праворуч; місце механіка-водія — попереду ліворуч. Десантне відділення розташоване у кормовій частині машини. Екіпаж БМП включає: командира машини, механіка-водія та навідника. Посадка та висадка десантників здійснюється через кормові двері та люк у даху відділення. Двері відчиняються за допомогою гідроприводу до правого борту. На даху відділення є башта для командира десанту, обладнана по периметру спостережними приладами і має свій люк. У кормових дверях є оглядовий блок та кульова амбразура під ним для ведення вогню з особистої зброї.
БМП оснащена двомісною вежею SP-30, озброєною стабілізованою у двох площинах 30-мм автоматичною гарматою «Маузер» МК 30-2 . Висота лінії вогню — 2,090 м. Башта зміщена щодо поздовжньої осі машини до правого борту, в лівій частині даху корпусу знаходяться люки механіка-водія та десантного відділення, кришки яких відкидаються назад-вліво. У вежі місце командира БМП — ліворуч, місце навідника — праворуч. Привід башти — електромеханічний.

## Бронювання
Бронекорпус та башта машини зварені, зібрані із сталевих бронелістів. Бронювання верхніх бортів корпусу, бортів вежі та лобової проекції вежі виконано за рознесеною схемою. Австрійський варіант БМП характеризується більшою на 4 т масою, пов'язаною з вищими вимогами щодо бронезахисту машини. У базовому варіанті бронювання при бойовій масі машини 25,2 т забезпечується в передньому секторі обстрілу 60 град. захист від 30-мм бронебійного підкаліберного снаряда (БПС) типу APDS та від бронебійно-запальної кулі 14,5-мм кулемета КПВ на дистанції до 500 м  . При необхідності на корпус та вежу може бути встановлений додатковий (навісний) бронезахист MEXAS німецької фірми IBD, що забезпечує захист у передньому секторі обстрілу 60 град. від 30-мм оперених підкаліберних снарядів.
Для БМП «Пісарро» розроблено комплект динамічного захисту SABBLIR (SAnta Barbara BLIndaje Reactivo), який знайшов обмежене застосування. За даними 2002, бойова маса БМП «Пісарро» з комплектом навісної броні становить 26,3 т  . При встановленні навісного захисту модулі на лобовій поверхні башти мають характерну клиноподібну форму.
За даними австрійського виробника, станом на 2010 рік при бойовій масі БМП «Улан» 31 т забезпечується захист лобової проекції від 30-мм снарядів БОПТС на дистанції 500 м , тобто виконано стандартизовану в НАТО вимогу: Рівень 6 STANAG 4569 навколо від 14,5-мм бронебійно-запальної кулі на дистанції до 500 м. 

## Прилади спостереження
У розпорядженні навідника знаходиться комбінований прицільний комплекс Kollsman DNRS (Day Night Range Sight) з денним та тепловізійним каналами, а також лазерним далекоміром. Зображення від прицільного комплексу Kollsman DNRS відображаються на дисплеї командира.

## Озброєння
Гармата МК 30-2 виконана під стандартний патрон НАТО 30×173 мм. Подача патронів до гармати двостороння з двох патронних ящиків дозволяє за допомогою селектора вибирати для стрільби патрони зі снарядом типу БОПС або з осколковим. Режими стрільби такі: одиночний, чергою по 3-5 або 10 пострілів. У патронній шухляді знаходиться 200 готових до стрільби 30-мм патронів, ще 202 патрони розміщені в боєукладанні. Ефективна дальність стрільби з гармати МК 30-2 становить 2500 м. З гарматою спарки 7,62-мм кулемет FN MAG з боєкомлектом з 700 готових для стрільби патронів. Цифрова СУО дозволяє керувати стріляниною з гармати п'ятьма різними типами 30-мм патронів та з кулемета FN-MAG.

## Варіанти

### Pizarro
Варіант, що виробляється іспанською компанією Santa Bárbara Sistema. Має масу похідних:
- VCI/C  – бойова машина піхоти. Базовий варіант.
- VCPC  - командно-штабна машина.
- VCOAV  – бойова розвідувальна машина.
- VCREC  – ремонтно-евакуаційна машина.
- VCZ  – інженерна машина.
- LT-105  - легкий танк зі 105-мм гарматою.
- Donar  - середня 155-мм САУ з гарматою від PzH 2000.

### Ulan
Австрійський варіант виробництва Steyr-Daimler-Puch. Включає СУО виробництва компанії Kollsman і потужний двигун 710 к.с.

### Ajax
У березні 2010 року ASCOD 2 був обраний британським міністерством оборони як єдина гусенична платформа (Ajax)  для створення на її базі сімейства машин різного призначення. Ці транспортні засоби є уніфікованою заміною сімейства CVR(T), на базі якої створено ряд бойової та допоміжної техніки, що стоїть на озброєнні британської армії: FV107 Scimitar (БРМ), FV103 Spartan (бронетранспортер) та FV106 Samson (БРЕМ).
Recce Block 2 включатиме санітарну, інженерно-розвідувальну і командно-штабну машини.
В рамках програми «Аякс» планується внести до базової конструкції ASCOD 2 наступні зміни:
- Нова двомісна бронебашта T40M компанії Nexter Systems, озброєна 40-мм гарматою CT40 з телескопічними боєприпасами 40×255 мм. Дульна енергія CT40 500 кДж.
- Базова протиснарядна (від малокаліберних снарядів) броня бронекорпусу, а також протимінний захист із можливістю їхнього додаткового посилення.
- Модернізоване шасі з торсійною підвіскою та гідравлічними амортизаторами.
- Покращена трансмісія, дизельний двигун MTU V8 199 (805 л. с.) із повністю автоматичною коробкою передач Renk 256B.

Нормальна бойова маса універсальної платформи Аякс складає 34 тонни.
Програма «Аякс» включає шість різновидів, що носять імена персонажів давньогрецької міфології:
- Ajax  - Бойова розвідувальна машина ;
- Ares  – бронетранспортер для супроводу техніки зі спеціальним обладнанням;
- Athena  - командно-штабна машина ;
- Argus  - інженерна розвідувальна машина ;
- Apollo  - ремонтна машина;
- Atlas  – евакуаційна машина.

Замість єдиної БРЕМ проект передбачає використання окремих ремонтних Apollo та евакуаційних машин Atlas. Перша повинна нести набір інструментів для обслуговування ушкодженої техніки, а друга отримає кран, системи витягування та буксирування, а також інше обладнання для роботи з ушкодженою технікою на полі бою.
У червні 2021 року стало відомо, що бронемашини Ajax, замовлені Міністерством оборони Великобританії для британської армії і коштували бюджету 3,5 млрд £, не можуть рухатися зі швидкістю понад 32 км/год без загрози здоров'ю екіпажу та збитків для виконання бойових завдань. Про це йдеться у закритій доповіді міністерства, зі змістом якої вдалося ознайомитись The Daily Telegraph.

## На озброєнні
- Австрія - 112 Ulan станом на 2017 рік.
- Велика Британія- 589 Ajax було замовлено в 2014.
- Іспанія -150 Pizarro станом на 2017. У 2003 було замовлено 212 одиниць.

- Філіппіни(20): Elbit Systems виграла проект придбання легких танків філіппінської армії. Перша поставка демонстратора відбулася в грудні 2022 року[2][3].

- 18 легкий танк Sabrah
- 1 командна машина
- 1 евакуаційний автомобіль

### Україна
У вересні 2023 року стало відомо, що «Українська бронетехніка» розглядає можливості виробництва ASCOD в Україні. Для цього представники підприємства разом із Czechoslovak Group відвідали виробничі потужності General Dynamics European Land Systems в Іспанії, українці військовослужбовці випробували машину для оцінки її якостей та можливостей.